# Nomenklatur
En nomenklatur er en fortegnelse over anvendte ord og udtryk inden for et fag.